# David Allyn
David Allyn (* 19. Juli 1923 als Albert DiLello in Hartford (Connecticut); † 22. November 2012 in West Haven, Connecticut) war ein US-amerikanischer Pop- und Jazzsänger.

## Leben und Wirken
David Allyns Vater spielte Waldhorn beim Hartford Symphony Orchestra, seine Mutter war Sängerin. Beeinflusst von Bing Crosby begann er an der Highschool als Sänger aufzutreten; von 1940 bis 1942 entstanden Aufnahmen mit Jack Teagardens Big Band, 1945 im Studioorchester von Lyle Griffin. Nach seinem Militärdienst im Zweiten Weltkrieg sang er im Orchester von Van Alexander; Mitte der 1940er Jahre war im Orchester von Boyd Raeburn („Forgetful“); in dieser Zeit entstanden auch Aufnahmen unter eigenem Namen mit einem Ensemble, zu dem u. a. Lucky Thompson gehörte. Mit Johnny Richards nahm er dann für Discovery Records Songs von Jerome Kern auf. Wegen Verstoßes gegen das Betäubungsmittelgesetz musste Allyn in den 1950ern zwei Haftstrafen verbüßen, zuerst im Sing Sing, dann im Dennamora-Gefängnis im Staat New York. 1957 kam er wieder frei. Frank Sinatra vermittelte ihm dann eine Auftrittsmöglichkeit in der Sands Lounge; Ende der 50er arbeitete Allyn mit Johnny Mandel, mit dem er sein Album A Sure Thing aufnahm, außerdem im Stan Kenton Orchester und 1964 mit Count Basie in Lake Tahoe.
In den 1960er Jahren trat David Allyn häufig in Clubs wie dem Playboy Club auf; dann geriet seine Karriere erneut durch Drogenprobleme in eine Krise. Erst Mitte der 1970er Jahre kehrte er mit einem Duoalbum mit dem Pianisten Barry Harris ins Musikgeschäft zurück (Don't Look Back, 1975). Anfang der 1990er Jahre lebte er in Minneapolis, zog dann aber nach New York, wo er im Gregory's auftrat. Auch in den 1990er Jahren war er noch als Sänger aktiv und trat mit einer Bigband in Spanien auf.
2005 erschien seine Autobiographie There Ain’t No Such Word as Can’t, in der er auch über seine vierzig Jahre andauernde Drogensucht berichtet. Allyn lebte zuletzt in New Rochelle, New York.
Scott Yanow nannte ihn einen ausgezeichneten Balladen-Interpreten, mit einer warmen Baritonstimme; Allyn sei zwar kein Improvisator gewesen, habe jedoch oft im Jazz-Umfeld gearbeitet. Leonard Feather hob sein feines Gespür für Phrasierung hervor.

## Diskographische Hinweise
- Jewells (Savoy/Discovery)
- A Sure Thing - David Allyn Sings Jerome Kern (Discovery Records)
- Don't Look Back (Xanadu, 1975)
- Soft as Spring (Audiophile, 1976)
- David Allyn: where are you at? 1941-64´, Hep Records 2013